# Nannophrys guentheri
Nannophrys guentheri es una especie aparentemente extinta de anfibio anuro de la familia Dicroglossidae. Era endémica de Sri Lanka.